# Elusa pratti
Elusa pratti är en fjärilsart som beskrevs av Bethune-Baker 1906. Elusa pratti ingår i släktet Elusa och familjen nattflyn. Inga underarter finns listade i Catalogue of Life.